# Уолтерс, Тодди
Тодди Уолтерс (англ. Toddy Walters, полное имя Тодди Элизабет Уолтерс, англ. Toddy Elizabeth Walters; род. 24 октября 1969 в Денвере, Колорадо) — американская актриса, в настоящее время — певица и автор песен.
Тодди Уолтерс училась в Университете Колорадо, где встретила Трея Паркера, проводившего кастинг для своего студенческого фильма Каннибал! Мюзикл; в итоге она сыграла в фильме роль Полли Прай. Некоторое время, во время работы над следующим фильмом Паркера Оргазмо, они с Уолтерс встречались. Тем не менее, даже после прекращения отношений Уолтерс неоднократно озвучивала небольшие роли в анимационном проекте Паркера и Мэтта Стоуна South Park, а также появлялась в их недолго просуществовавшем ситкоме That's My Bush!. В настоящее время Уолтерс занимается своей музыкальной карьерой, и вскоре должен выйти её дебютный альбом «Planet Satsuma».

## Появления вSouth Park
- Мамаша Картмана — грязная шлюха — исполняет многократно повторяющуюся песню
- Мамаша Картмана по-прежнему грязная шлюха — медсестра Гудли
- Солёные шоколадные яйца Шефа — Филлис
- Шефская помощь — Аланис Мориссетт
- Счастливого Рождества, Чарли Мэнсон! — помощник мистера Хэнки
- Джунгли-шмунгли — Келли Нельсон
- Твик против Крэйга — преподавательница домоводства
- Саут-Парк: большой, длинный и необрезанный — Вайнона Райдер